# San Juan de Chalaco
San Juan de Chalaco es un caserío peruano ubicado en el distrito de Chalaco, perteneciente a la provincia de Morropón del departamento de Piura, al norte del Perú. 

## Ubicación
San Juan de Chalaco se ubica al noreste de la provincia de Morropón, en el distrito de Chalaco, en el departamento de Piura.

## Demografía
En 2017 San Juan de Chalaco tenía una población de 145 habitantes.